# 青木正則
青木 正則（あおき　まさのり、1927年9月6日 - ）は日本の元スピードスケート選手である。北海道苫小牧市出身。王子製紙に所属した。
1952年のオスロオリンピックに出場し500ｍで12位、1500mで23位の成績を残した。
1950年の第19回全日本スピードスケート選手権大会で優勝。